# 김원배 (배우)
김원배(1956년 11월 27일~2024년 2월 5일)는 대한민국의 배우이다. 1976년 연극 배우로 데뷔하였다. 이후 잠시 항공기업체에 일하기도 하였다. 이후 1993년 KBS 15기 공채 탤런트로 선발되어 연기자로 활동하였다. 2024년 2월 5일에 향년 68세를 일기로 사망했다.

## 출연

### 방송

#### 드라마
- 1993년 KBS 2TV 《내일은 사랑》 - 건축공학과 교수 역
- 1993년 KBS 2TV 《신 손자병법》
- 1994년 KBS 2TV 《폴리스》 - 경찰청 징계위원장 역
- 1994년 KBS 1TV 《빈 잔의 축배》
- 1994년 KBS 2TV 《딸부잣집》
- 1995년 KBS 2TV 《젊은이의 양지》 - 하일태 비서 역
- 1995년 ~ 1996년 KBS 1TV 《찬란한 여명》 - 남효원 역
- 1997년 KBS 2TV 《파랑새는 있다》 - 조 상무 역
- 1997년 ~ 1998년 KBS 2TV 《그대 나를 부를 때》
- 1998년 SBS 《승부사》 - 고 상무 역
- 2000년 KBS 1TV 《태조 왕건》- 신라장군 최 부장 역
- 2000년 KBS 2TV 《가을동화》- 장욱형 역
- 2001년 KBS 2TV 《아버지처럼 살기 싫었어》
- 2002년 SBS 《유리구두》
- 2004년 KBS 1TV 《그대는 별》 - 김익수 역
- 2004년 SBS 《파리의 연인》
- 2005년 MBC TV 《제5공화국》- 이종원 역
- 2007년 KBS 1TV 《미우나 고우나》 - 신 부장 역
- 2009년 SBS 《천만번 사랑해》
- 2010년 SBS 《산부인과》 - 안경우의 아버지 역
- 2013년 JTBC 《그녀의 신화》 - 신 변호사 역
- 2014년~2015년 MBC 《전설의 마녀》 - 은보경의 아버지 역
- 2014년 MBC TV 《장미빛 연인들》

#### 재연극
- 2003년 MBC 《실화극장 죄와 벌》

### 영화
- 1994년 《커피 카피 코피》
- 2004년 《범죄의 재구성》 - 60대 성형의 역
- 2005년 《공공의 적 2》 - 박 의원 역
- 2006년 《한반도》 - 의무실장 역
- 2007년 《최강 로맨스》 - 경찰과장 역
- 2007년 《가면》 - 경찰서장 역
- 2010년 《용서는 없다》 - 과거 판사 역